# سونبورن (باكينجهامشير)
سونبورن (بالإنجليزية: Swanbourne)‏ هي قرية و أبرشية مدنية تقع في المملكة المتحدة في إنجلترا.  يقدر عدد سكانها بـ 437 نسمة .